# The Flash: Rebirth
The Flash: Rebirth (no Brasil, The Flash: Renascimento) é uma minissérie mensal em seis edições, escrita por Geoff Johns e ilustrada por Ethan Van Sciver, que foi publicada pela DC Comics, apresentando personagens de praticamente todo o período de história do personagem "Flash". Foi a segunda série a apresentar o tema "Renascimento" (no original, Rebirth) com personagens da DC Comics, sucedendo Lanterna Verde: Renascimento, de 2005.
O primeiro número foi publicado em 1º de abril de 2009. A série foi planejada inicialmente para durar cinco edições, porém, foi anunciada sua extensão para seis edições em maio de 2009. A história apresenta o "renascimento" do icônico personagem da "Era de Prata" dos quadrinhos, Barry "The Flash" Allen, após seu retorno no evento Crise Final, mais de uma década após sua morte em 1986 na minissérie Crise nas Infinitas Terras.